# Prem'er-Liga 2019-2020
La Prem'er-Liga 2019-2020 è stata la ventottesima edizione della massima serie del campionato russo di calcio dopo la dissoluzione dell'Unione Sovietica e la diciassettesima edizione sotto l'attuale denominazione, iniziata il 12 luglio 2019, sospesa il 17 marzo 2020 a causa della pandemia di COVID-19, ripresa il 19 giugno 2020 e terminata il 22 luglio seguente. Lo Zenit San Pietroburgo, squadra campione in carica, ha conquistato il trofeo per la sesta volta nella sua storia, la seconda consecutiva.

## Stagione

### Novità
Rispetto alla stagione 2018-2019 sono state retrocesse in PFN Ligi, l'Anži e l'Enisej. Dalla PFN Ligi 2018-2019 sono stati promossi il Tambov e il Soči.

### Formula
Le sedici squadre partecipanti si affrontano in un girone all'italiana con partite di andata e ritorno per un totale di 30 giornate. La prima classificata al termine della stagione regolare è designata campione di Russia e ammessa alla fase a gironi della UEFA Champions League 2020-2021, assieme alla seconda classificata. La squadra terza classificata viene ammessa al terzo turno preliminare di UEFA Champions League. Le squadre quarta e quinta classificate vengono ammesse in UEFA Europa League 2020-2021, rispettivamente al terzo e al secondo turno preliminare, assieme alla vincitrice della Coppa di Russia, ammessa direttamente alla fase a gironi. Le ultime due classificate sono retrocesse in Pervenstvo Futbol'noj Nacional'noj Ligi, mentre tredicesima e quattordicesima classificate vengono ammesse agli spareggi promozione/retrocessione contro terza e quarta classificate della PFN Ligi per due posti in massima serie.
In seguito alla pandemia di COVID-19, che ha portato alla temporanea interruzione della Prem'er-Liga e alla sospensione definitiva della PFL Ligi 2019-2020, gli spareggi promozione/retrocessione sono stati cancellati.

## Squadre partecipanti
| Club                   | Stagione | Città           | Stadio                   | Stagione precedente       |
| ---------------------- | -------- | --------------- | ------------------------ | ------------------------- |
| Achmat Groznyj         | dettagli | Groznyj         | Achmat-Arena             | 8º posto in Prem'er-Liga  |
| Arsenal Tula           | dettagli | Tula            | Stadio Arsenal           | 6º posto in Prem'er-Liga  |
| CSKA Mosca             | dettagli | Mosca           | Arena CSKA               | 4º posto in Prem'er-Liga  |
| Dinamo Mosca           | dettagli | Mosca           | VTB Arena                | 12º posto in Prem'er-Liga |
| Krasnodar              | dettagli | Krasnodar       | Stadio FC Krasnodar      | 3º posto in Prem'er-Liga  |
| Kryl'ja Sovetov Samara | dettagli | Samara          | Cosmos Arena             | 13º posto in Prem'er-Liga |
| Lokomotiv Mosca        | dettagli | Mosca           | Stadio Lokomotiv         | 2º posto in Prem'er-Liga  |
| Orenburg               | dettagli | Orenburg        | Stadio Gazovik           | 7º posto in Prem'er-Liga  |
| Soči                   | dettagli | Soči            | Stadio Olimpico Fišt     | 2º posto in PFN Ligi      |
| Rostov                 | dettagli | Rostov sul Don  | Rostov Arena             | 9º posto in Prem'er-Liga  |
| Rubin                  | dettagli | Kazan'          | Kazan Arena              | 11º posto in Prem'er-Liga |
| Spartak Mosca          | dettagli | Mosca           | Otkrytie Arena           | 5º posto in Prem'er-Liga  |
| Tambov                 | dettagli | Tambov          | Mordovia Arena (Saransk) | 1º posto in PFN Ligi      |
| Ufa                    | dettagli | Ufa             | Stadio Neftjanik         | 14º posto in Prem'er-Liga |
| Ural                   | dettagli | Ekaterinburg    | Stadio Centrale          | 10º posto in Prem'er-Liga |
| Zenit San Pietroburgo  | dettagli | San Pietroburgo | Stadio San Pietroburgo   | Campione di Russia        |

## Classifica finale
|                   | Pos. | Squadra                | Pt | G  | V  | N  | P  | GF | GS | DR  |
| ----------------- | ---- | ---------------------- | -- | -- | -- | -- | -- | -- | -- | --- |
| Russia (bandiera) | 1.   | Zenit San Pietroburgo  | 72 | 30 | 22 | 6  | 2  | 65 | 18 | +47 |
|                   | 2.   | Lokomotiv Mosca        | 57 | 30 | 16 | 9  | 5  | 41 | 29 | +12 |
|                   | 3.   | Krasnodar              | 52 | 30 | 13 | 10 | 6  | 49 | 30 | +19 |
|                   | 4.   | CSKA Mosca             | 50 | 30 | 14 | 8  | 8  | 43 | 29 | +14 |
|                   | 5.   | Rostov                 | 45 | 30 | 12 | 9  | 9  | 45 | 50 | -5  |
| [ 5 ]             | 6.   | Dinamo Mosca           | 41 | 30 | 11 | 8  | 11 | 27 | 30 | -3  |
|                   | 7.   | Spartak Mosca          | 39 | 30 | 11 | 6  | 13 | 35 | 33 | +2  |
|                   | 8.   | Arsenal Tula           | 38 | 30 | 11 | 5  | 14 | 37 | 41 | -4  |
|                   | 9.   | Ufa                    | 38 | 30 | 8  | 14 | 8  | 22 | 24 | -2  |
|                   | 10.  | Rubin                  | 35 | 30 | 8  | 11 | 11 | 18 | 28 | -10 |
|                   | 11.  | Ural                   | 35 | 30 | 9  | 8  | 13 | 36 | 53 | -17 |
|                   | 12.  | Soči                   | 33 | 30 | 8  | 9  | 13 | 40 | 39 | +1  |
|                   | 13.  | Achmat Groznyj         | 31 | 30 | 7  | 10 | 13 | 27 | 46 | -19 |
|                   | 14.  | Tambov                 | 31 | 30 | 9  | 4  | 17 | 37 | 41 | -4  |
|                   | 15.  | Kryl'ja Sovetov Samara | 31 | 30 | 8  | 7  | 15 | 33 | 40 | -7  |
|                   | 16.  | Orenburg               | 27 | 30 | 7  | 6  | 17 | 28 | 52 | -24 |

Legenda:
      Campione di Russia e ammessa alla UEFA Champions League 2020-2021.
      Ammessa alla UEFA Champions League 2020-2021.
      Ammessa alla UEFA Europa League 2020-2021.
      Retrocesse in PFN Ligi 2020-2021.
Note:
Tre punti a vittoria, uno a pareggio, zero a sconfitta.
La classifica viene stilata secondo i seguenti criteri:
- Punti conquistati
- Punti conquistati negli scontri diretti
- Partite vinte negli scontri diretti
- Differenza reti negli scontri diretti
- Reti realizzate in trasferta negli scontri diretti
- Partite vinte
- Differenza reti generale
- Reti totali realizzate
- Reti totali realizzate in trasferta

## Risultati

### Tabellone
|                      | AGr  | ArT  | CSK  | Din  | Kra  | Kry  | Lok  | Ore  | Soc  | Ros  | Rub  | Spa  | Tam  | Ufa  | Ura  | Zen  |
| -------------------- | ---- | ---- | ---- | ---- | ---- | ---- | ---- | ---- | ---- | ---- | ---- | ---- | ---- | ---- | ---- | ---- |
| Achmat Groznyj       | –––– | 1-1  | 0-4  | 2-3  | 1-0  | 1-1  | 0-2  | 2-1  | 1-1  | 1-1  | 1-1  | 1-3  | 1-1  | 0-1  | 0-0  | 1-1  |
| Arsenal Tula         | 1-3  | –––– | 1-2  | 1-1  | 1-2  | 2-4  | 4-0  | 2-1  | 1-1  | 2-3  | 0-1  | 2-3  | 2-1  | 1-0  | 1-1  | 0-1  |
| CSKA Mosca           | 3-0  | 0-1  | –––– | 0-1  | 1-0  | 1-0  | 1-0  | 2-1  | 0-0  | 1-3  | 1-1  | 2-0  | 2-0  | 0-0  | 1-1  | 0-4  |
| Dinamo Mosca         | 1-1  | 0-1  | 0-0  | –––– | 1-1  | 2-0  | 1-2  | 0-1  | 2-3  | 2-1  | 0-1  | 0-2  | 1-0  | 0-0  | 2-0  | 0-2  |
| Krasnodar            | 4-0  | 2-0  | 2-0  | 0-2  | –––– | 4-2  | 1-1  | 1-1  | 3-0  | 2-2  | 1-0  | 2-1  | 0-0  | 2-0  | 3-0  | 2-4  |
| Kryl'ja Sovetov      | 2-4  | 2-3  | 2-0  | 0-0  | 0-0  | –––– | 1-2  | 1-1  | 3-0  | 0-0  | 0-0  | 1-2  | 2-0  | 0-1  | 2-3  | 0-2  |
| Lokomotiv Mosca      | 1-0  | 2-1  | 2-1  | 1-2  | 1-1  | 1-1  | –––– | 1-0  | 0-0  | 1-2  | 1-1  | 0-3  | 2-1  | 1-1  | 4-0  | 1-0  |
| Orenburg             | 1-2  | 2-0  | 0-4  | 2-0  | 0-3  | 0-1  | 2-3  | –––– | 1-1  | 0-0  | 2-1  | 1-3  | 2-2  | 0-0  | 0-3  | 0-2  |
| PFK Soči             | 2-0  | 1-2  | 2-3  | 1-1  | 2-0  | 0-2  | 0-1  | 5-1  | –––– | 10-1 | 1-1  | 1-0  | 1-2  | 0-0  | 2-0  | 0-2  |
| Rostov               | 2-1  | 2-1  | 3-2  | 3-0  | 1-1  | 1-0  | 1-3  | 2-1  | 2-0  | –––– | 2-1  | 2-2  | 1-2  | 1-2  | 0-0  | 1-2  |
| Rubin Kazan'         | 1-0  | 1-0  | 0-1  | 0-1  | 1-0  | 0-1  | 0-2  | 1-0  | 0-3  | 0-0  | –––– | 1-2  | 2-1  | 0-0  | 0-0  | 1-2  |
| Spartak Mosca        | 3-0  | 0-1  | 2-1  | 0-0  | 0-1  | 2-0  | 1-1  | 1-2  | 1-0  | 1-4  | 0-0  | –––– | 2-3  | 0-0  | 1-2  | 0-1  |
| Tambov               | 1-2  | 0-1  | 0-2  | 0-2  | 0-2  | 3-0  | 2-3  | 3-0  | 3-0  | 2-1  | 0-0  | 2-0  | –––– | 3-0  | 1-2  | 1-2  |
| Ufa                  | 0-1  | 0-0  | 1-1  | 0-1  | 2-3  | 2-1  | 1-1  | 1-2  | 1-1  | 2-0  | 0-0  | 1-0  | 2-1  | –––– | 1-1  | 1-0  |
| Ural                 | 3-0  | 1-3  | 0-3  | 2-1  | 2-4  | 1-3  | 0-1  | 1-2  | 3-1  | 2-2  | 1-2  | 0-0  | 2-1  | 3-2  | –––– | 1-3  |
| Zenit S. Pietroburgo | 0-0  | 3-1  | 1-1  | 3-0  | 1-1  | 2-1  | 0-0  | 4-1  | 2-1  | 6-1  | 5-0  | 1-0  | 2-1  | 0-0  | 7-1  | –––– |

## Statistiche

### Capoliste solitarie
|    | —— | ——                    | ——                    | ——                    | ——                    | ——                    | —— | —— | ——  | ——   | ——  | ——                    | ——                    | ——                    | ——                    | ——                    | ——                    | ——                    | ——                    | ——                    | ——                    | ——                    | ——                    | ——                    | ——                    | ——                    | ——                    | ——                    | ——                    | —— |  |
|    |    | Zenit San Pietroburgo | Zenit San Pietroburgo | Zenit San Pietroburgo | Zenit San Pietroburgo | Zenit San Pietroburgo |    |    | Zen | CSKA |     | Zenit San Pietroburgo | Zenit San Pietroburgo | Zenit San Pietroburgo | Zenit San Pietroburgo | Zenit San Pietroburgo | Zenit San Pietroburgo | Zenit San Pietroburgo | Zenit San Pietroburgo | Zenit San Pietroburgo | Zenit San Pietroburgo | Zenit San Pietroburgo | Zenit San Pietroburgo | Zenit San Pietroburgo | Zenit San Pietroburgo | Zenit San Pietroburgo | Zenit San Pietroburgo | Zenit San Pietroburgo | Zenit San Pietroburgo |    |  |
|    |    |                       |                       |                       |                       |                       |    |    |     |      |     |                       |                       |                       |                       |                       |                       |                       |                       |                       |                       |                       |                       |                       |                       |                       |                       |                       |                       |    |  |
|    |    |                       |                       |                       |                       |                       |    |    |     |      |     |                       |                       |                       |                       |                       |                       |                       |                       |                       |                       |                       |                       |                       |                       |                       |                       |                       |                       |    |  |
| 1ª | 2ª | 3ª                    | 4ª                    | 5ª                    | 6ª                    | 7ª                    | 8ª | 9ª | 10ª | 11ª  | 12ª | 13ª                   | 14ª                   | 15ª                   | 16ª                   | 17ª                   | 18ª                   | 19ª                   | 20ª                   | 21ª                   | 22ª                   | 23ª                   | 24ª                   | 25ª                   | 26ª                   | 27ª                   | 28ª                   | 29ª                   | 30ª                   |    |  |

### Classifica marcatori
Fonte:
| Gol |  |  | Giocatore           | Squadra                        |
| --- |  |  | ------------------- | ------------------------------ |
| 17  |  |  | Sardar Azmoun       | Zenit San Pietroburgo          |
| 17  |  |  | Artëm Dzjuba        | Zenit San Pietroburgo          |
| 15  |  |  | Evgenij Lucenko     | Arsenal Tula                   |
| 12  |  |  | Aleksandr Sobolev   | Krylja Sovetov / Spartak Mosca |
| 12  |  |  | Nikola Vlašić       | CSKA Mosca                     |
| 12  |  |  | Aleksej Mirančuk    | Lokomotiv Mosca                |
| 11  |  |  | Eldor Shomurodov    | Rostov                         |
| 9   |  |  | Marcus Berg         | Krasnodar                      |
| 9   |  |  | Grzegorz Krychowiak | Lokomotiv Mosca                |
| 8   |  |  | Đorđe Despotović    | Orenburg                       |
| 8   |  |  | Fëdor Čalov         | CSKA Mosca                     |
| 8   |  |  | Eric Bicfalvi       | Ural                           |
| 8   |  |  | Maximilian Philipp  | Dinamo Mosca                   |